# Francesco Filippini
Francesco Filippini, (født 18. september 1853 i Brescia, død 6. marts 1895 i Milano) var en italiensk maler. Francesco Filippini har siden 1956 været betragtet som en maler af stor international betydning.

## Liv og værker
Filippini blev født i Brescia, i Lombardiet i det nordlige Italien, den 18. september 1853 i en fattig familie. Hans far Lorenzo var tømrer, hans mor Silvia Signoria var syerske. Han blev hurtigt sendt i arbejde, først som tjener på et konditori, senere som en kontorassistent ved en notar.
Filippini deltog i tegneundervisning på Pinacoteca Tosio Martinengo; fra 1872 modtog han et stipendium fra byrådet i Brescia til at fortsætte disse studier. I 1875 fik han et stipendie til at studere under Giuseppe Bertini i Milano i 1879 tillod et andet stipendie ham at rejse til Paris for at besøge Parisersalonen.
Filippini udstillede på de årlige udstillinger af Accademia di Belle Arti di Brera i Milano fra 1879, og boede fra 1880 i byen. Han ernærede sig ved at undervise, både i almene skoler og privat. Filippini blev æresmedlem af Accademia di Brera i 1878.
Francesco Filippini døde i Milano den 6. marts 1895.

## Kunstmarked
På en Sotheby's auktion i Milano i 2007 blev Francesco Filippinis At the foot of the Glacier (At the foot of the Glacier, 1875), en olie på lærred, solgt for 102.250 Euro plus auktionsgebyrer. I 2008 blev Filippinis værker solgt på markedet blandt private samlere for 350.000 euro. De mest dyrebare og eftertragtede emner er dem, der repræsenterer bønder og hyrder, bjerge, bakker.[kilde mangler]
- Contadinella a riposo, 1892-93
- Vespero di novembre, 1891
- Laguna Veneta, circa 1892

## Signatur
Malerens signatur findes nederst til højre, i kursiv, som regel i rød og i relief.